# Franz Kuhn von Kuhnenfeld
Franz Kuhn svobodný pán von Kuhnenfeld (25. června 1817 Prostějov – 25. května 1896 Strassoldo) byl rakousko-uherský generál a politik. V armádě Rakouského císařství sloužil od roku 1837, vyznamenal se účastí v několika válečných taženích, dvakrát byl vyznamenán prestižním Řádem Marie Terezie (1849, 1866) a v roce 1852 byl povýšen do stavu svobodných pánů. V letech 1868–1874 zastával funkci ministra války Rakouska-Uherska a v armádě inicioval řadu reforem. V roce 1873 byl povýšen do hodnosti polního zbrojmistra a v závěru kariéry byl dlouholetým velitelem 3. armádního sboru ve Štýrském Hradci.

## Biografie

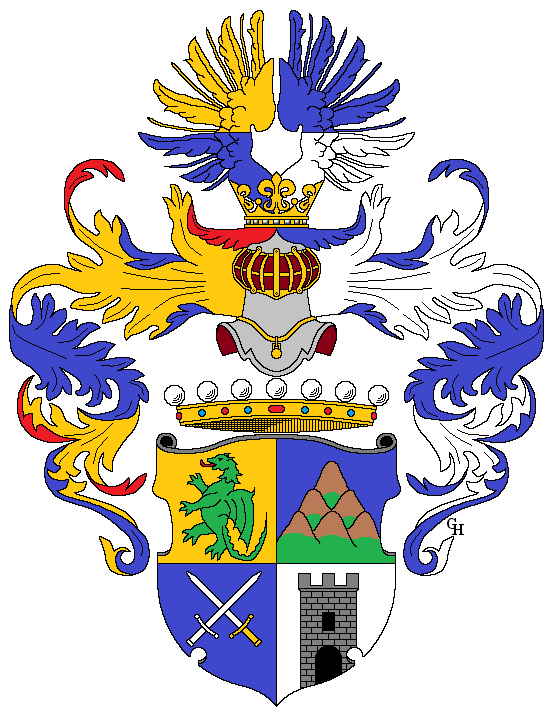
Erb Franze Kuhna z Kuhnenfeldu při povýšení do stavu svobodných pánů (1852)

Narodil se v Prostějově jako mladší syn c. k. hejtmana Franze Kuhna (1772–1842), účastníka napoleonských válek povýšeného v roce 1823 do šlechtického stavu. S vyznamenáním vystudoval Tereziánskou vojenskou akademii ve Vídeňském Novém Městě a v roce 1837 vstoupil do armády jako poručík u 1. pěšího pluku, s nímž sloužil v Itálii. V roce 1843 byl v hodnosti nadporučíka zařazen do sboru důstojníků generálního štábu a jako pobočník velitele praporu poté působil u 48. pěšího pluku v Rijece. V roce 1848 byl povýšen na rytmistra a během revolučních let 1848–1849 se vyznamenal v bojích v Itálii (bitva u Custozzy, bitva u Santa Lucie), zúčastnil se také akcí proti maďarským povstalcům. V roce 1849 byl povýšen na majora a obdržel rytířský kříž Řádu Marie Terezie (dekorován za účast v bitvě u Santa Lucie). Poté působil jako náčelník štábu u 11. armádního sboru v Uhersku a od roku 1856 vyučoval strategii na nově zřízené Válečné škole (K.u.k. Kriegsschule) ve Vídni. Mezitím postupoval v hodnostech (podplukovník 1853) a v další další válce v Itálii (1859) působil jako náčelník štábu generála Gyulaie. Od roku 1860 byl velitelem pěšího pluku č. 17 v Lublani.
V roce 1863 byl povýšen do hodnosti generálmajora a převzal velení pěší brigády v Tridentu. Ve válce v roce 1866 bojoval v Tyrolsku proti Garibaldiho jednotkám. Za zásluhy získal komandérský kříž Řádu Marie Terezie a ještě v roce 1866 obdržel hodnost polního podmaršála. Poté zastával funkci velitele 8. pěchotní divize v Tyrolsku, respektive zástupce vrchního velitele pro Tyrolsko a Vorarlbersko. 

### Ministr války

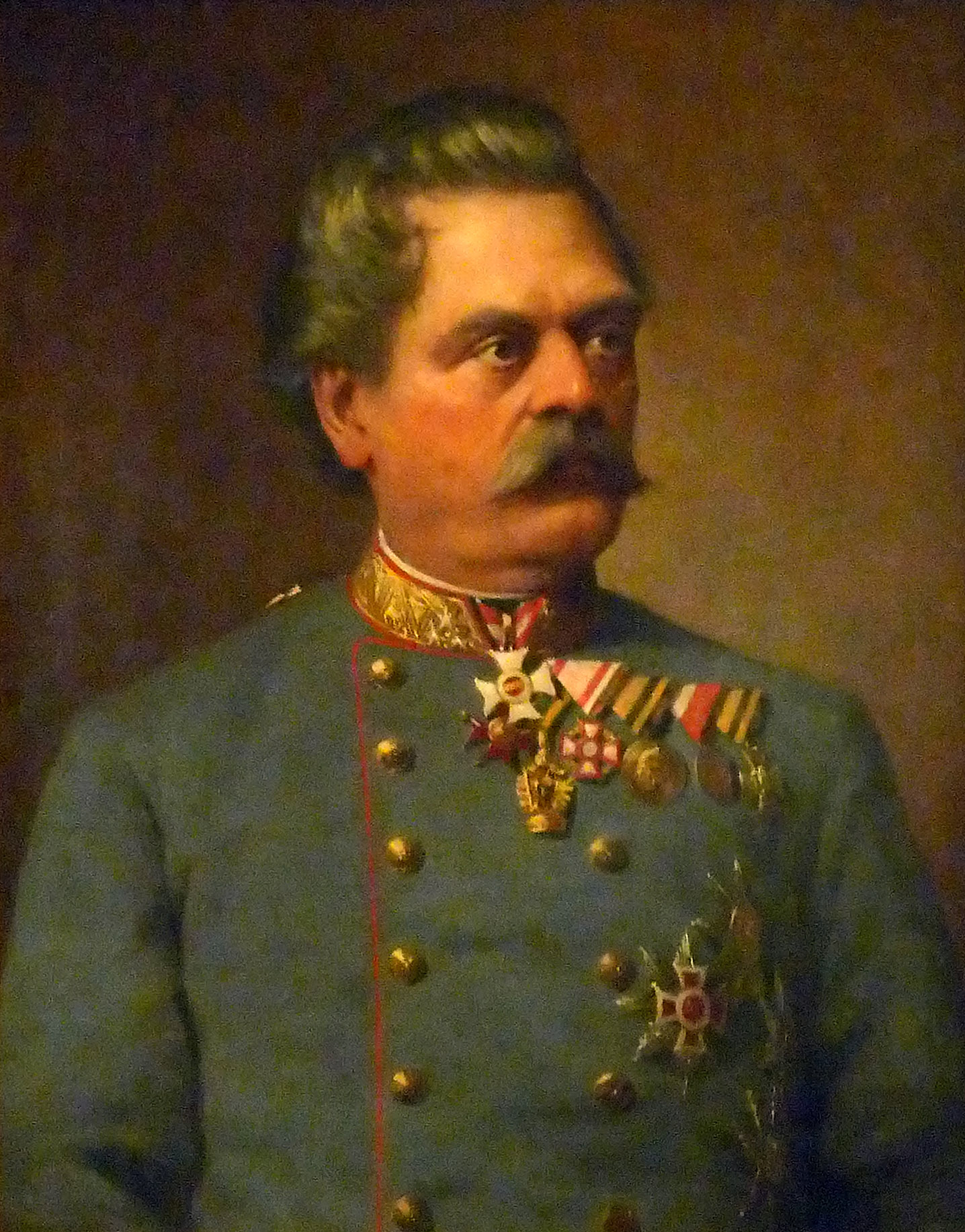
Ministr války Franz Kuhn von Kuhnenfeld

Od 18. ledna 1868 do 14. června 1874 zastával post ministra války Rakouska-Uherska (jedno ze tří společných ministerstev Rakouska-Uherska, zřízených po rakousko-uherském vyrovnání). Zasadil se o výrazné reformy ozbrojených sil. Zavedl všeobecnou brannou povinnost, urovnal vztahy s Uherskem a přispěl k utvoření obou dílčích zeměbraneckých vojenských sil (předlitavský landwehr, uherský honvéd). Ve funkci ministra také zrušil Vojenskou hranici a toto balkánské území začlenil do civilní struktury státní správy. Na základě zkušeností z prusko-rakouské války (1866) měl zájem o nové topografické zaměření celého území monarchie a na základě jeho návrhu probíhalo od roku 1869 tzv. třetí vojenské mapování. Zasloužil se také o zrušení tělesných trestů v armádě včetně bičování, prosadil také omezení pravomocí čestných majitelů pluků, které dosud smrděly značnou protekcí. Uplatnil se i jako spisovatel, publikoval odborné studie v oboru astronomie, zeměpisu a vojenství. V roce 1870 vydal knihu Der Gebirgskrieg. K datu 23. dubna 1873 byl v armádě povýšen do druhé nejvyšší hodnosti polního zbrojmistra.
Po odchodu z ministerské funkce zastával od roku 1874 post zemského velitele pro Štýrsko, Korutany a Kraňsko se sídlem ve Štýrském Hradci. Po transformaci zemských velitelství zůstal po roce 1883 ve Štýrském Hradci jako velitel nově zřízeného 3. armádního sboru. Jako bývalý ministr války a oceňovaný odborník měl i ve funkci oblastního velitele stále značný vliv. Sebevědomí spolu s kritikou zahraniční politiky nakonec způsobily jeho pád. V roce 1888 pobýval ve Štýrském Hradci korunní princ Rudolf, generál Kuhn během rozhovorů s následníkem trůnu prezentoval svůj značně negativní postoj ke spojenectví Rakouska-Uherska a Německa. Korunní princ Rudolf sice s jeho názory souhlasil, ale poté, co se obsah jejich debat dostal k císařskému dvoru, Kuhn byl za několik týdnů zbaven funkce a odeslán do penze (k datu 16. července 1888). Vzhledem k jeho regionální popularitě ve Štýrsku mu byl zakázán i další pobyt ve Štýrském Hradci a musel se přestěhovat do Vídně. Zbytek života strávil v soukromí, v zimě pobýval ve Vídni a v létě v severní Itálii na zámku Strassoldo u své nejstarší dcery Rosiny, provdané hraběnky Strassoldové, kde také zemřel. 

## Tituly a ocenění
Díky otcově nobilitaci v roce 1823 užíval od dětství šlechtický titul Edler von Kuhnenfeld. Jako nositel prestižního Řádu Marie Terezie měl nárok na povýšení do stavu svobodných pánů, tento titul mu byl udělen v roce 1852. Ve funkci ministra války obdržel v roce 1869 titul c. k. tajného rady s nárokem na oslovení Excelence. Během vojenské služby získal řadu vyznamenání nejen v Rakousku-Uhersku, ale i od zahraničních panovníků. Mimo jiné byl také čestným občanem v Innsbrucku a několika dalších městech. Od roku 1866 byl čestným majitelem pěšího pluku č. 17 dislokovaného v Klagenfurtu. Kromě řady dalších čestných funkcí byl mimo jiné čestným hejtmanem ostrostřelců v Trutnově (1868). V letech 1868–1896 zastával funkci kancléře Řádu Marie Terezie. 

### Rakousko-Uhersko
- velkokříž Královského uherského řádu svatého Štěpána (1874)
- velkokříž Leopoldova řádu (1868)
- komandérský kříž Řádu Marie Terezie (1866)
- Vojenský záslužný kříž (1850)
- rytíř Vojenského řádu Marie Terezie (1849)
- Řád železné koruny III. třídy s válečnou dekorací (1848)

### Zahraničí
- velkokříž Řádu sv. Mořice a sv. Lazara (Itálie)
- rytíř Řádu Takova I. třídy (Srbsko)
- rytíř Řádu svatého Řehoře Velikého (Papežský stát)
- velkokříž Řádu meče (Švédsko)
- rytířský kříž Řádu svatého Alexandra Něvského (Rusko)
- Řád lva a slunce I. třídy (Persie)

## Rodina
V roce 1852 se oženil s Rosinou von Thoren (1833–1894), dcerou c. k. plukovníka Kasimira von Thoren. Z manželství se narodilo sedm dětí. Ze synů vynikl Otto (1859–1939), který se prosadil jako rakousko-uherský diplomat a v letech 1909–1916 byl vyslancem v Portugalsku. Další syn Franz Moritz (1862–1934) sloužil v armádě a dosáhl hodnosti polního podmaršála. Z potomstva byla nejstarší dcera Rosina (1856–1917), která se provdala do starého šlechtického rodu Strassoldů, její manžel, c. k. komoří Julius Cäsar hrabě ze Strassolda (1851–1890), byl mimo jiné prasynovcem maršála Radeckého.
Franzův mladší bratr Alexander (1826–1891) dosáhl v armádě hodnosti generálmajora a v roce 1868 mu byl udělen taktéž titul svobodného pána.